# Cyrtococcum deltoideum
Cyrtococcum deltoideum är en gräsart som först beskrevs av Eduard Hackel, och fick sitt nu gällande namn av Aimée Antoinette Camus. Cyrtococcum deltoideum ingår i släktet Cyrtococcum, och familjen gräs.
Artens utbredningsområde är Madagaskar. Inga underarter finns listade i Catalogue of Life.